# Hijeroglifi
Hijeroglifi su ideografsko pismo čiji je dio nađen uklesan u kamenu. Kroz povijest su postojali egipatski hijeroglifi i hijeroglifi starih Maya koji su se jedni od drugoga razlikovali, a zajedničko im je bilo da su rabili znakove za pisanje. Hijeroglifi su nađeni u području Turske, Krete, SAD-a, Kanade i Srednje Amerike, ali i u ostalim zemljama i područjima. Riječ "hijeroglif" dolazi od grčke riječi ἱερός. 
Egipćani su se među prvima počeli služiti pismom (oko 3000. g. pr. Kr.). Hijeroglifsko pismo je pismo starih Egipćana, a spada u skupinu slikovnih pisama. Hijeroglifi su bili pisani na papirusu ili klesani u kamenu. Kasnije se razvilo pojednostavljeno pismo hijeratsko (svećeničko pismo) te pismo za svakodnevnu upotrebu - demotsko pismo. Hijeroglife je odgonetnuo Francuz Jean-Francois Champollion 1822. godine uspoređujući hijeroglifsko, demotsko i grčko pismo, odnosno natpis s kamene ploče iz Rosette te proučavanjem kartuša ptolomejskih vladara. Poslije, nakon što su Egipćani postali kršćani, Rimljani su uništili sve njihove natpise i dokumente, pošto su smatrali da su poganski, pa su tako Egipćani i zaboravili pisati hijeroglifima, te su trebali koristiti grčki alfabet. Prvi put, kad se Egipat islamizirao, službeno pismo je postalo arapsko, koje je i danas postojano u Egiptu. Hijeroglifi su mogli označavati slova ili, pak, nekoliko riječi. 

## Vanjske poveznice
- Staroegipatske riječi  Arhivirana inačica izvorne stranice od 24. rujna 2014. (Wayback Machine)